# Морской институт
Морской институт (англ. Marine Institute, галло Foras na Mara) — национальное агентство, ответственное перед ирландским правительством за консультации и реализацию политики в области морских исследований, технологий, разработок и инноваций, а также служб морских исследований. Его официальное видение «Процветающая морская экономика в гармонии с экосистемой и подкрепленная предоставлением превосходных услуг».

### Служба Океанских Исследований и Информации (OSIS)

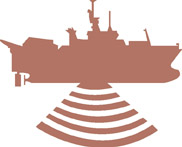
The Ocean Science Services (OSS) Logo

Служба Океанских Исследований и Информации (англ. The Ocean Science and Information Services, OSIS) предоставляет поддержку национальных и международных программ морских исследований.
| Название                | Изображение     | Ввод в строй | Состояние |
| ----------------------- | --------------- | ------------ | --------- |
| Celtic Explorer (судно) | Celtic Explorer | 2003         | Активно   |
| Celtic Voyager (судно)  | Celtic Voyager  | 1997         | Активно   |